# Брад Мелцър
Брад Мелцър (на английски: Brad Meltzer) е американски адвокат и писател на бестселъри в жанра трилър, криминален роман, фентъзи и детска литература.

## Биография и творчество
Брад Мелцър е роден на 1 април 1970 г. в Ню Йорк, САЩ, в еврейското семейство на Стюърт и Тери Метцер. Израства в Бруклин и Маями, където завършва гимназия през 1988 г. Получава бакалавърска степен от Мичиганския университет през 1992 г. След дипломирането си живее в Бостън и работи по продажбите към списание „Геймс“, а през свободното си време пише първия си ръкопис, който е отхвърлен от издателствата. Получава степен по право от Юридическия колеж на Колумбийския университет през 1996 г. В колежа пише за списанието на колежа и продължава да пише нов ръкопис.
През 1995 г. се жени за адвокатката Кори Флейм. Имат двама сина и дъщеря.
Първият му роман „Десетият съдия“ е публикуван през 1997 г. Той става бестселър и го прави известен.
През 2000 – 2001 г., в чест на новия век, заедно с още 10 автори, участва в творчески експеримент създавайки съвместно романа „Фатални подозрения“. Участват Уилям Бернхард (редактор), Филип Марголин, Бони Макдугъл, Джон Лескроарт, Лайза Скоталайн, и др. Получените хонорари от този криминално-правен трилър са дарени на организацията „The Nature Conservancy“.
През 2004 г. участва в писането на речи за президента Клинтън. Същата година е съавтор с приятеля си Стивън Коен и супервайзер продуцент на телевизионния сериал „Джак и Боби“ за „Уорнър Брадърс нетуърк“.
През септември 2006 г. участва в работна група с ЦРУ, ФБР, различни психолози и разузнавателен персонал на Министерството на вътрешната сигурност, за да идентифицират нови начини, по които терористите могат да атакуват САЩ.
През 2010 и 2012 г. са издадени документалните му книги „Герои за моя син“ и „Герои за моята дъщеря“, представляващи биографии за известни личности. Книгите стават бестселъри.
През 2014 г. започва да пише поредицата книги за деца „Обикновените хора променят света“. Всяка книга разказва биографията на някоя видна амерканска личност по забавен, разговорен начин, подходящ за най-младите читатели, като се съсредоточава върху определена характерна черта, която превръща тази личност в герой. С тази серия той се опитва да оживи американската история за малките деца и да вдъхнови стремежите и мечтите им.
Писателят е водещ на историческата поредица „Decoded“ по канала „History Channel“ в периода 2 декември 2010 г. – 20 януари 2012 г. На 31 октомври 2014 г. стартира като водещ поредицата „Изгубената история на Брад Метцър“. Всеки епизод представя както решени, така и нерешени случаи и успешни истории, в които американците са помогнали да намерят изчезнали исторически обекти.
Брад Мелцър живее със семейството си в Маями.

## Произведения

### Самостоятелни романи
- The Tenth Justice (1997)
Десетият съдия, изд. „Весела Люцканова“ София (1998), прев. Милена Кардалева
- Dead Even (1998)
Смъртоносно реми, изд. „Весела Люцканова“ София (1998), прев. Милена Кардалева
- The First Counsel (1999)
Първият съветник, изд. „Весела Люцканова“ София (1999), прев. Владимир Германов
- Natural Suspect (2001) – с Уилям Бърнхарт, Джини Харцмарк, Майкъл Палмър, Джон Каценбах, Филип Марголин, Бони Макдъгъл, Лесли Глас, Джон Лескроарт, Лайза Скоталайн и Лорънс Шеймс
Фатални подозрения, изд.: „ИнфоДАР“, София (2005), прев. Боряна Даракчиева
- The Millionaires (2002)
Милионерите, изд. „Весела Люцканова“ София (2003), прев. Владимир Германов
- The Zero Game (2004)
Нулевата игра, изд. „Весела Люцканова“ София (2004), прев. Владимир Германов
- The Book of Fate (2005)
Книгата на съдбата, изд. „Весела Люцканова“ София (2006), прев. Надежда Розова
- The Book of Lies (2008)
- The House of Secrets (2016) – с Тод Голдбърг
- The Escape Artist (2018)

### Серия „Вътрешен кръг“ (Culper Ring)
1. The Inner Circle (2011)
Вътрешен кръг, изд.: „Сиела“, София (2014), прев. Гриша Атанасов
2. The Fifth Assassin (2013)
Петият убиец, изд.: „Сиела“, София (2016), прев. Гриша Атанасов
3. The President's Shadow (2015)

### Серия „Обикновените хора променят света“ (Ordinary People Change World)
биографии на известни личности написани за деца
- I am Abraham Lincoln (2014) – за Ейбрахам Линкълн
- I Am Amelia Earhart (2014) – за Амелия Еърхарт
- I am Rosa Parks (2014) – за Роза Паркс
- I am Albert Einstein (2014) – за Алберт Айнщайн
- I am Helen Keller (2015) – за Хелън Келър
- I am Jackie Robinson (2015) – за Джаки Робинсън
- I am Lucille Ball (2015) – за Люсил Бол
- I am Martin Luther King, Jr. (2016) – за Мартин Лутър Кинг
- I Am George Washington (2016) – с Кристофър Елиопулос, за Джордж Вашингтон
- I am Jane Goodall (2016) – за Джейн Гудол
- I am Jim Henson (2017) – за Джим Хенсън
- I am Gandhi (2017) – с Кристофър Елиопулос, за Ганди
- I am Sacagawea (2017) – за Сакагава
- I am Harriet Tubman (2018) – за Хариет Тъбман
- I am Neil Armstrong (2018) – за Нийл Армстронг
- I am Sonia Sotomayor (2018) – за Соня Сотомайор

### Графични романи (за деца)
- Identity Crisis (2005)
- Absolute Identity Crisis (2011)

### Документалистика
- Heroes for My Son (2010)
- Heroes for My Daughter (2012)
- History Decoded (2013)

### Екранизации
- 2004 – 2005 Jack & Bobby – ТВ сериал, 22 епизода, автор и продуцент